# 眼鏡橋 (長崎市)

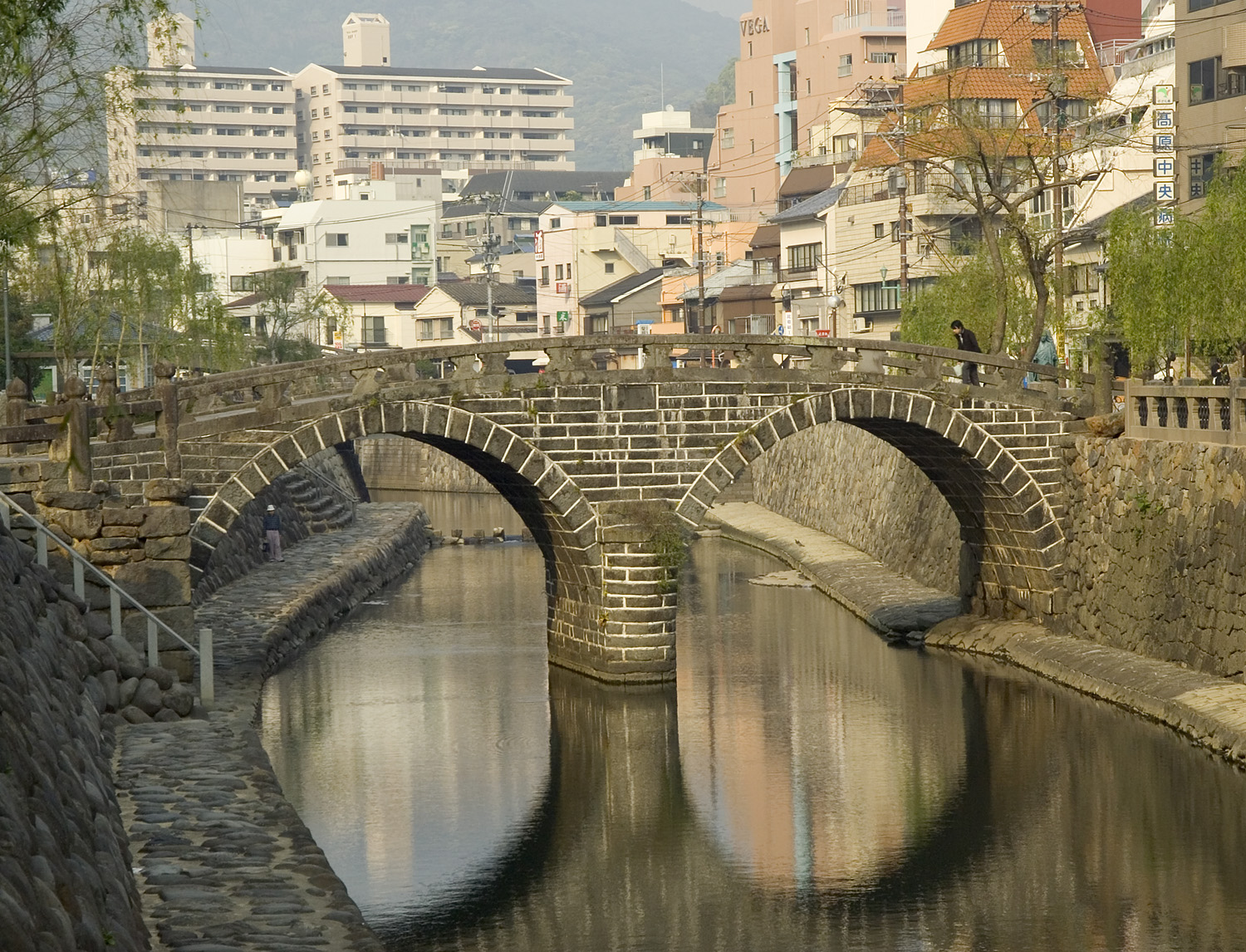
長崎の眼鏡橋

眼鏡橋（めがねばし）は、長崎市の中島川に架かる石造二連アーチ橋である。架橋時、琉球王国だった天女橋を除くと、日本初の石造りアーチ橋である。1960年（昭和35年）に国の重要文化財に指定された。

## 概要
橋の長さは22メートル、幅3.65メートル、川面までの高さは5.46メートル。2つの半円を描くアーチ形式の石橋で、水面に映しだされた姿が眼鏡のように見えるところからこの名がある。
1634年（寛永11年）、中国から来日して興福寺の2代目住職となった黙子如定（もくすにょじょう）によって架けられた。黙子は中島川の氾濫のたびに橋が流失されるのを見かねて、中国から石工を呼び寄せて眼鏡橋を建造させたといわれている。以後に架けられた中島川の石橋がすべて単アーチであるのに対し、この眼鏡橋のみが2連アーチの構造を取る。1648年（慶安元年）の洪水で損壊するが、平戸の石工と伝えられる平戸好夢が修復している。その他は高欄が破損して修復したと見られる形跡があるものの、流失することなく度重なる水害に耐えてきた。1982年（昭和57年）の長崎大水害では眼鏡橋を含む中島川の九つの石橋が被害に遭い、そのほとんどが流失したが、眼鏡橋は半分程度損壊するという深刻な被害を受けたものの流失は免れた。
修復のための部分解体調査で江戸期のものとみられる階段跡が左岸橋端から見つかったため、従来はスロープとなっていた橋端は階段へと変更された。橋端は1873年（明治6年）ごろ、人力車通行のために階段をなくしたものと見られる。ただし眼鏡橋は1948年（昭和28年）以後、車両の通行が禁止されている。
流出後、下流で見つかった石材については、復元時に再利用された。眼鏡橋の辺りは増水時の氾濫対策として川幅を広げる必要があったが、橋などの姿をなるべく残すよう、川幅や橋はそのままにして、両岸の地下に暗渠式のバイパス水路を設けることで解決した。この際、左岸側バイパス建設地の上から川の上にまで張り出した家屋や商店など46戸は約20年の交渉を経て全戸が移転し、跡地には歩道と街路樹が整備された。

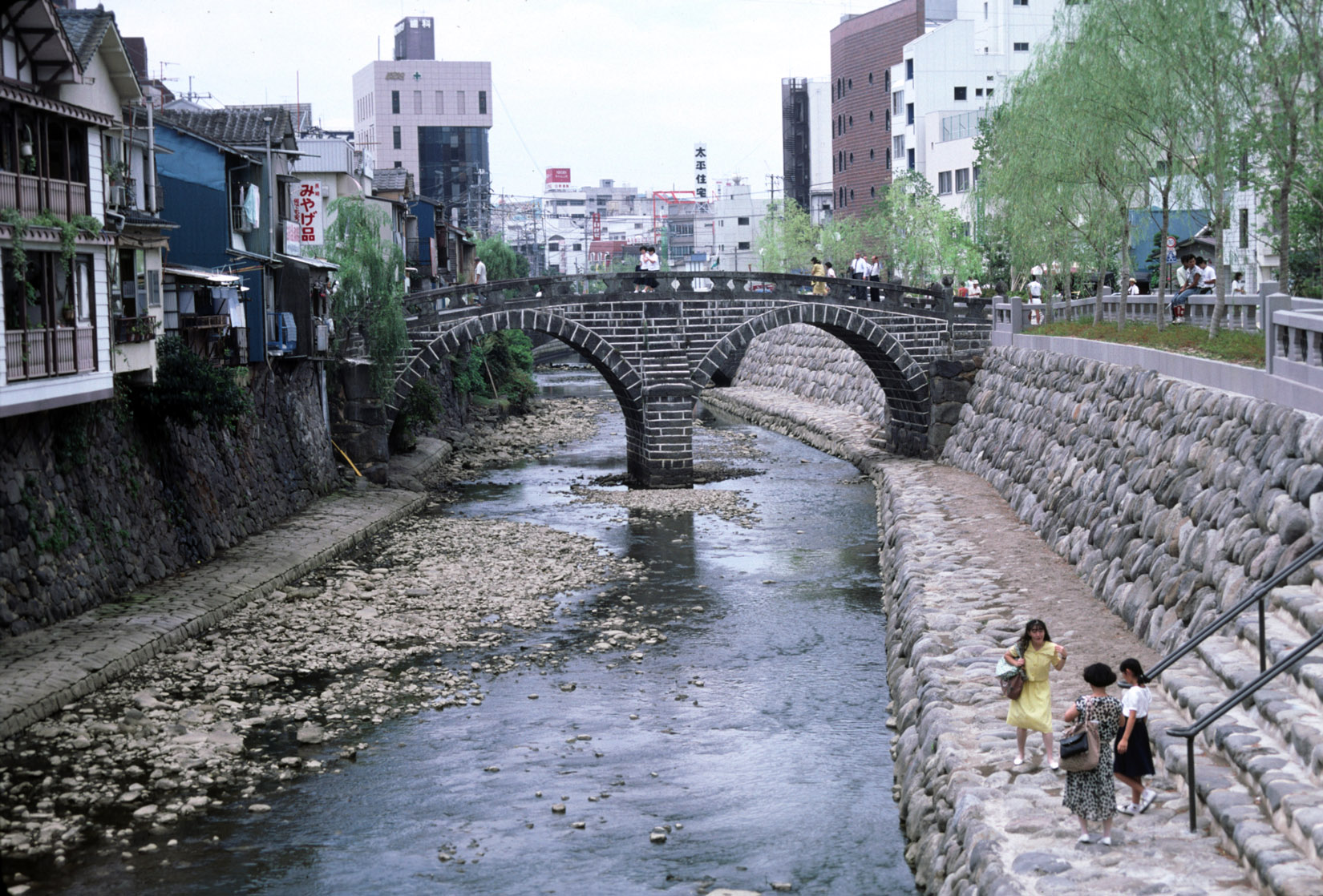
左岸の住宅立ち退き前（1990年代）
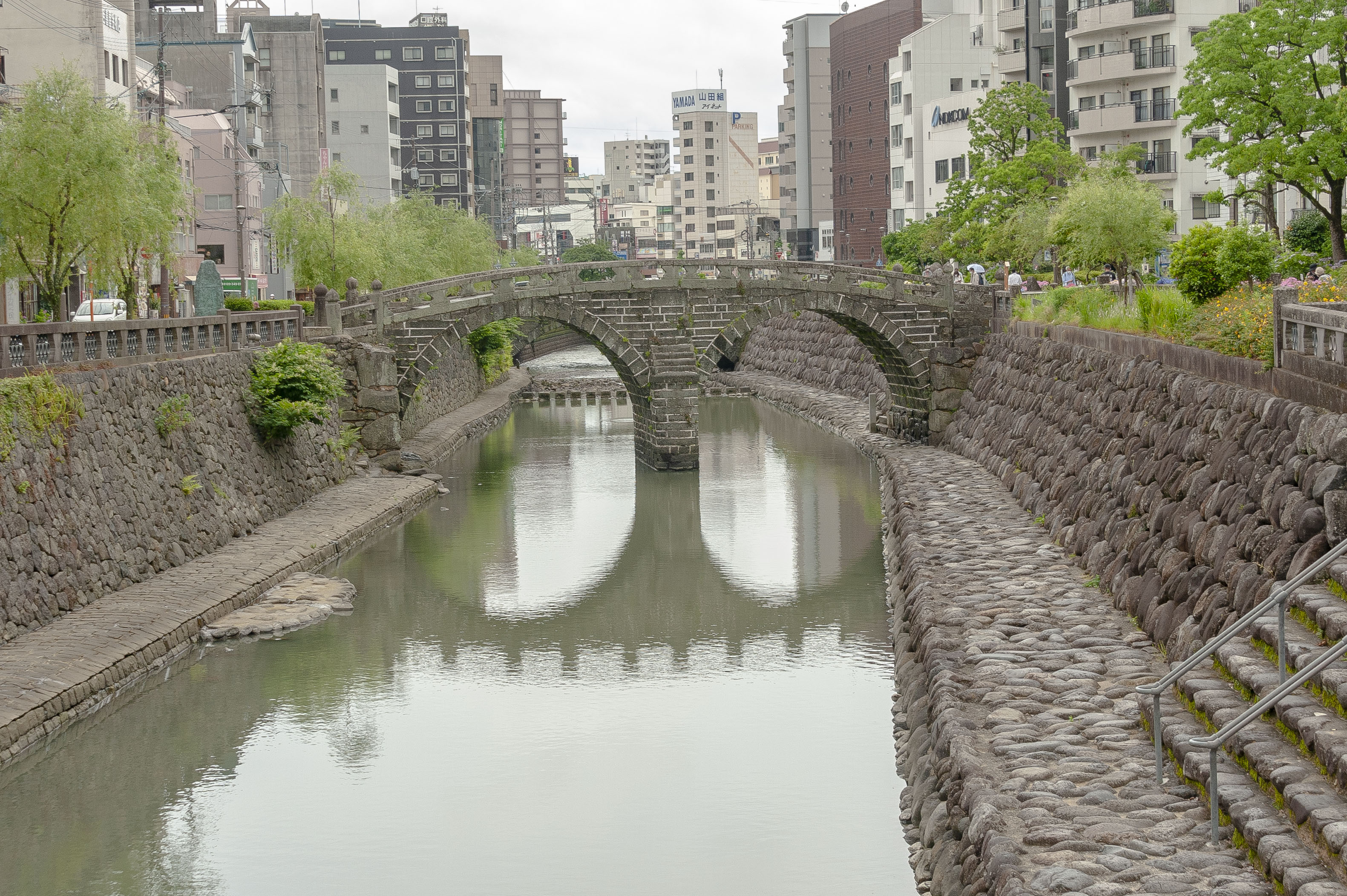
左岸の住宅立ち退き後（2020年代）

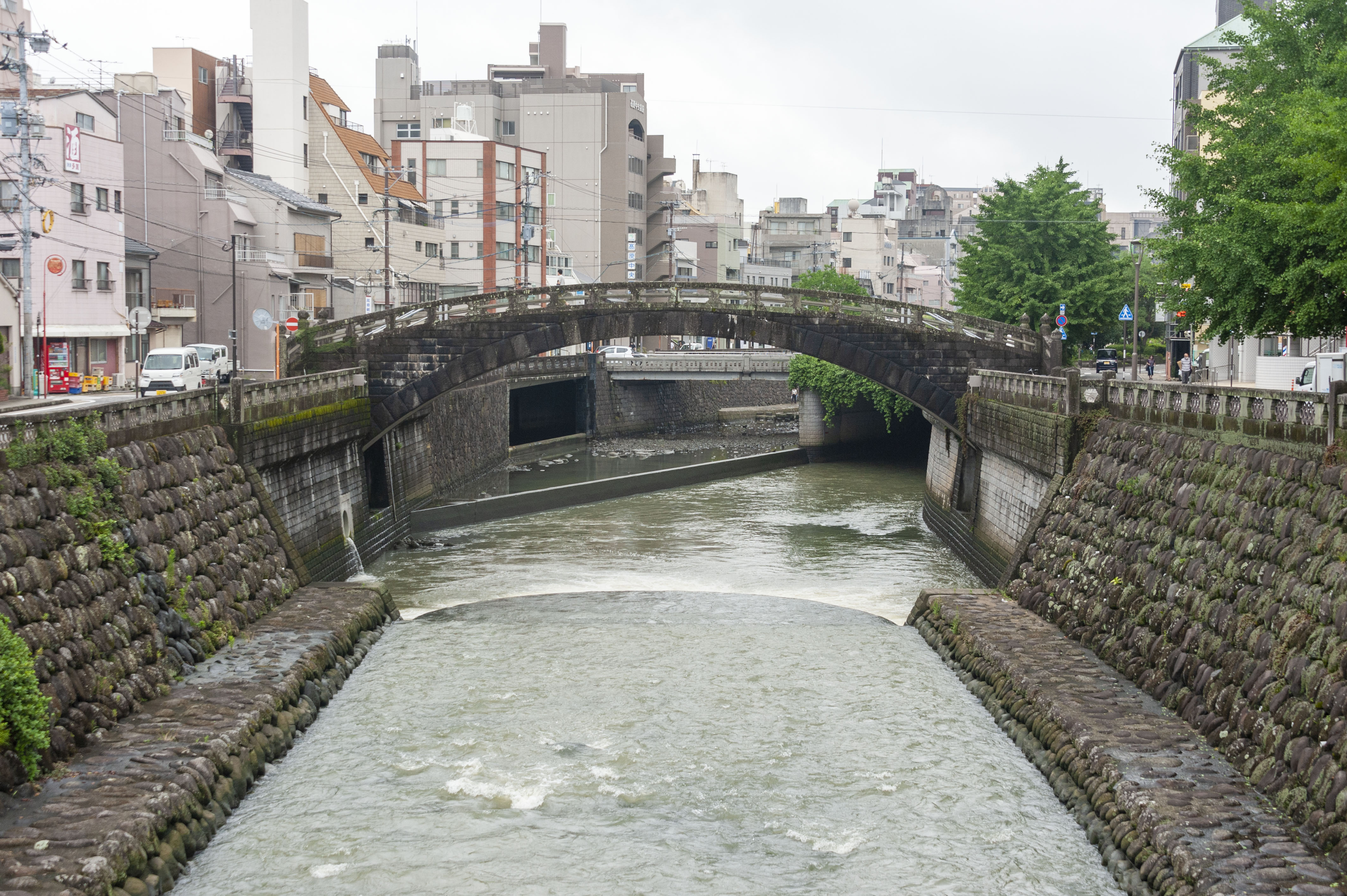
増水時の中島川
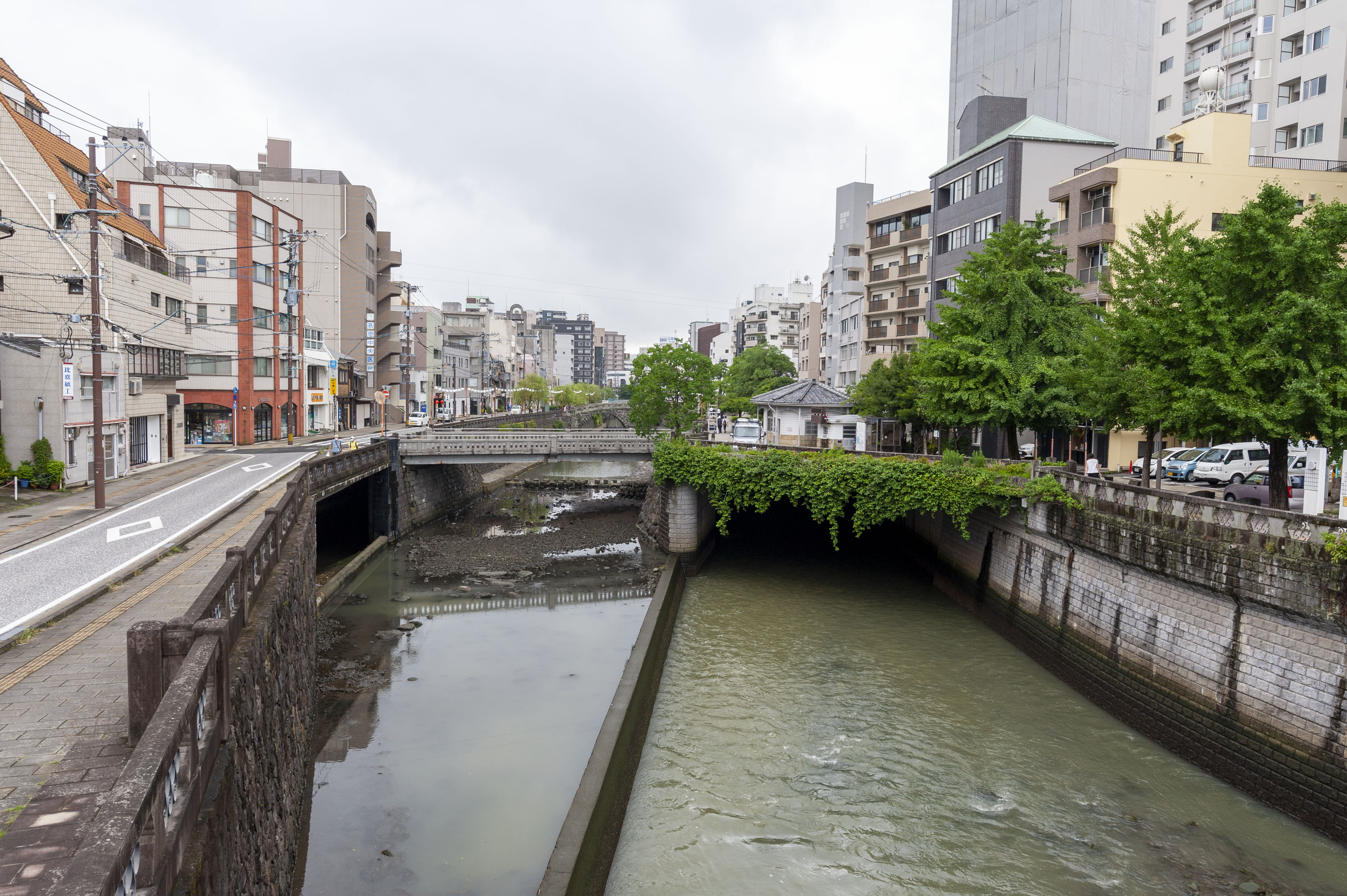
増水した川の水が右岸バイパスに流れ込む様子
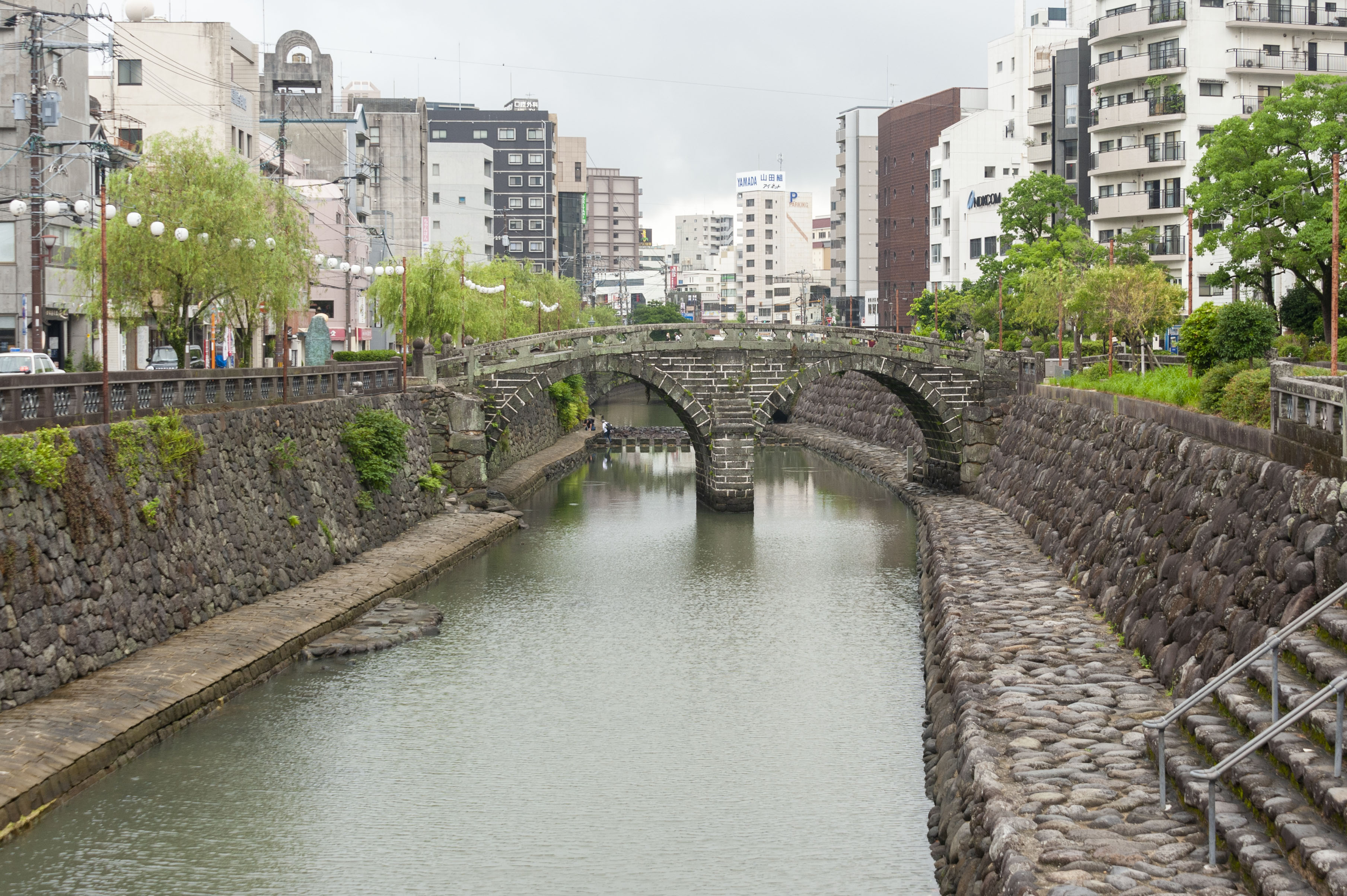
増水時でも眼鏡橋周辺の流れは穏やかになる
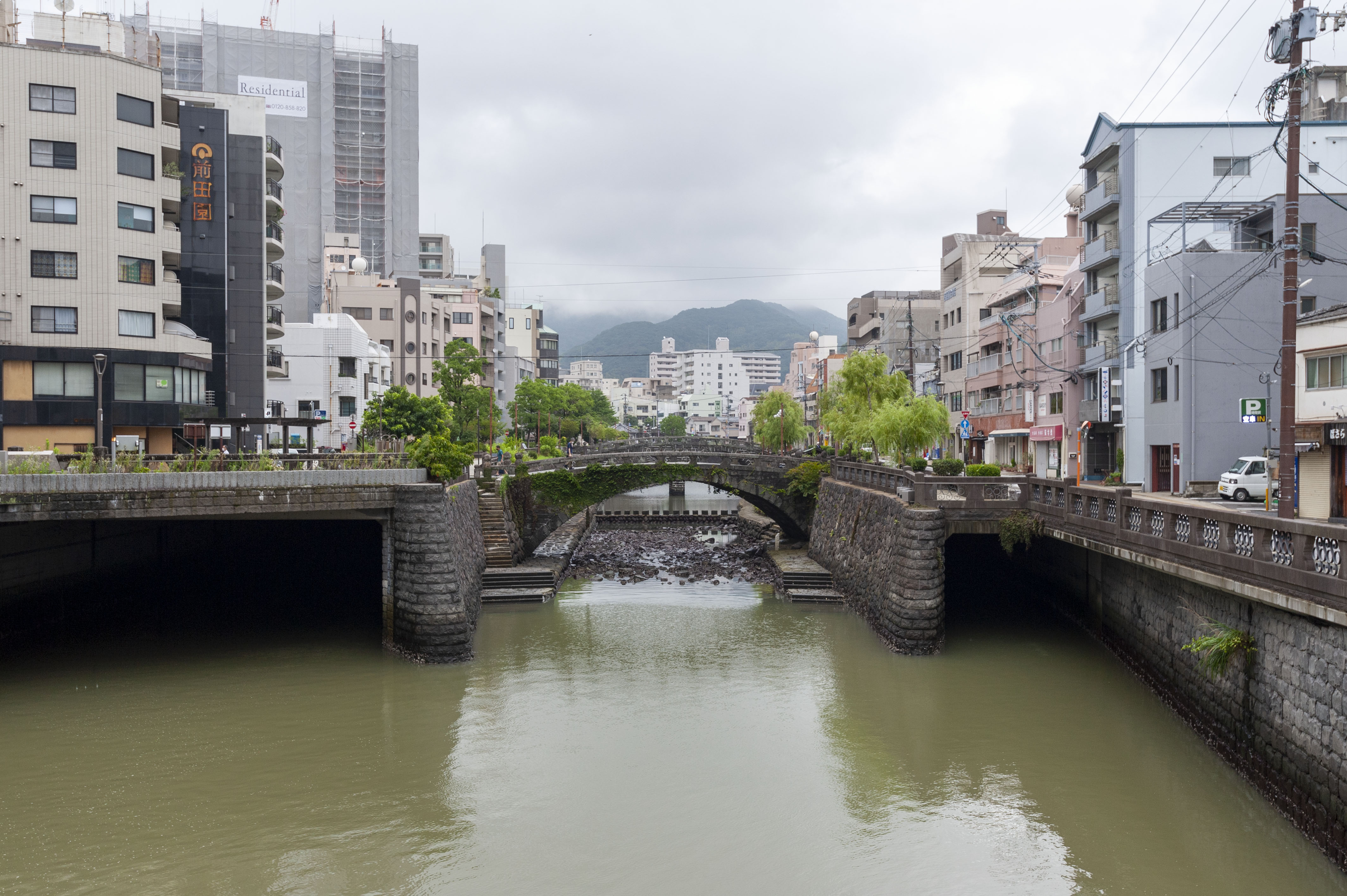
バイパス水路の水は袋橋の下流で合流する

## 交通
- 長崎電気軌道蛍茶屋支線（2・4・5号系統） めがね橋電停または桜町支線（3号系統）市民会館電停下車。
- 長崎県交通局・長崎自動車 親和銀行前バス停または公会堂前バス停下車。